# منجیل

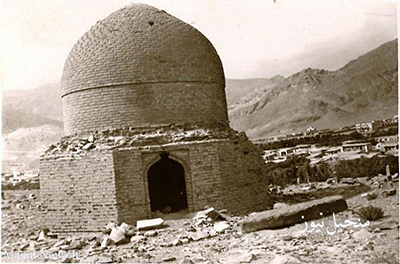
دلیر گنبد - منجیل

مَنجیل شهری است که در شمال ایران و در استان گیلان واقع شده است.
شهر منجیل در مجاورت سه استان زنجان، قزوین و گیلان، یکی از شهرهای هفت‌گانهٔ شهرستان رودبار در کشور ایران است. منجیل مرکز تجاری شهرستان رودبار استان گیلان شناخته می‌شود. سد سفیدرود در این شهر ساخته شده است.

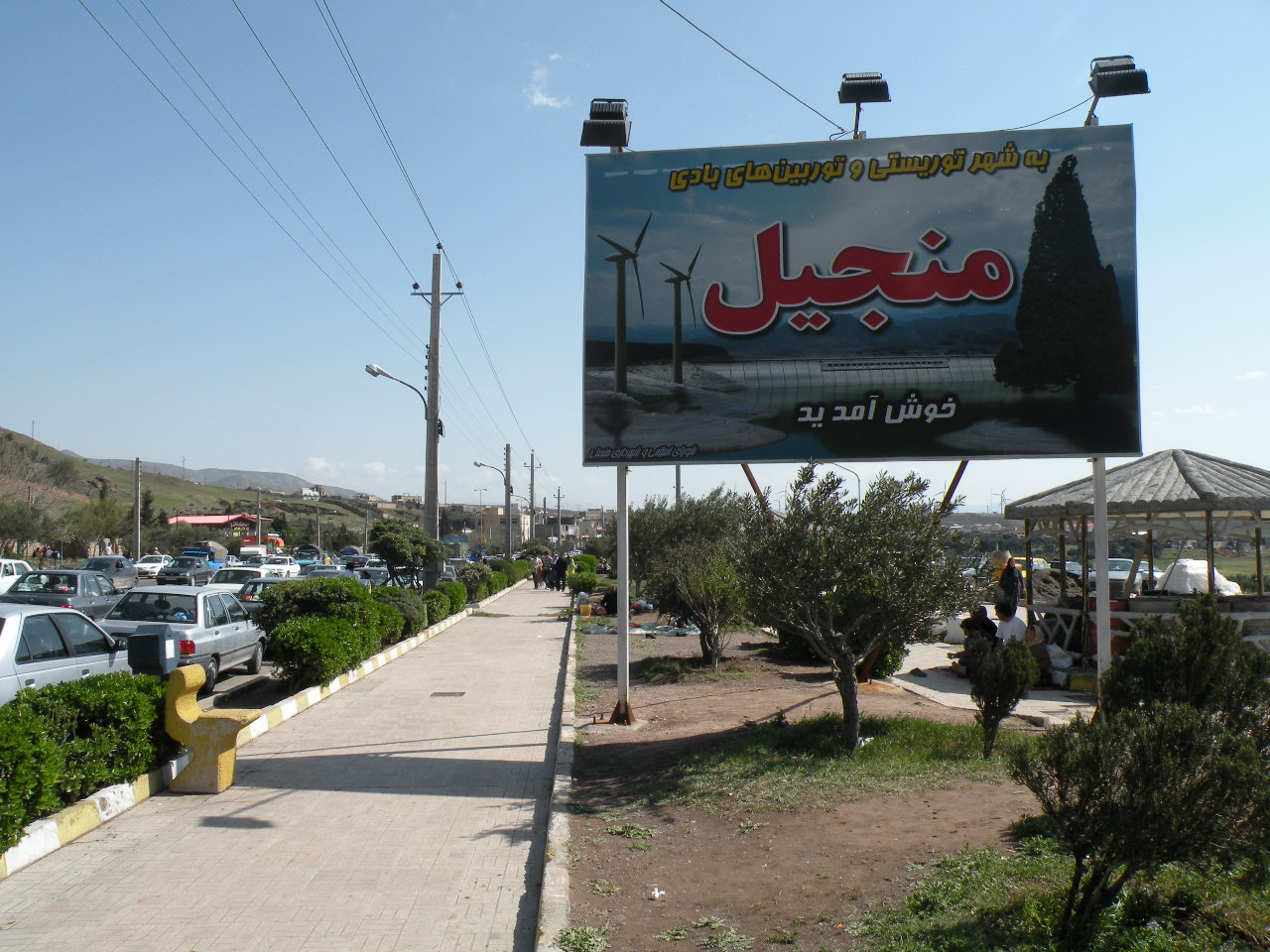
ورودی شهر منجیل

## واژه‌پژوهی نام شهر منجیل
به نظر می‌رسد منجیل یا منگیل (مان+جیل) به معنی خانه جیل (گیل) و (من+جیل) به معنی منش و اندیشه و جایگاه قوم گیل باشد.
برخی از تاریخ‌نگاران پیشین مانند زین‌العابدین شیروانی که مؤلف کتاب بستان السیاحه است، گیلان را مأخوذ از نام جیل بن ماسل از فرزندان حضرت نوح می‌دانند که این سرزمین را بنا نموده است.
در کتاب سرزمین‌های خلافت شرقی دربارهٔ نامگذاری این سرزمین (گیلان کنونی) به نام جیلان آورده است: «زمین‌های رسوبی دلتا را جغرافی‌نویسان عرب به‌طور خاص جیل یا جیلان می‌گفتند و وقتی می‌خواستند تمام ایالت گیلان را اراده کنند، آن را به صورت جمع یعنی جیلانات (گیلانات) می‌نامیدند.

## تاریخ منجیل
در کتب و مقاله‌های بسیاری نام منجیل آمده است از جمله در کتاب «عارف دیهیم دار» نوشته «جیمز داون» از شریف منجیلی نام برده است.
مقبره و گنبدی سالیان سال در آرامستان منجیل به نام محلی دلی گنبز که برگرفته از دلیر گنبد می‌باشد وجود داشت و کمتر کسی از نام اصلی مکان و شخصیتی که در اینجا مدفون بود خبر داشت. با مطالعه ای که از کتاب عارف دیهیم دار جلد دو از صفحات ۱۹۸ تا ۲۰۵ آمده است می‌توان به این سؤال قدیمی پاسخ داد.

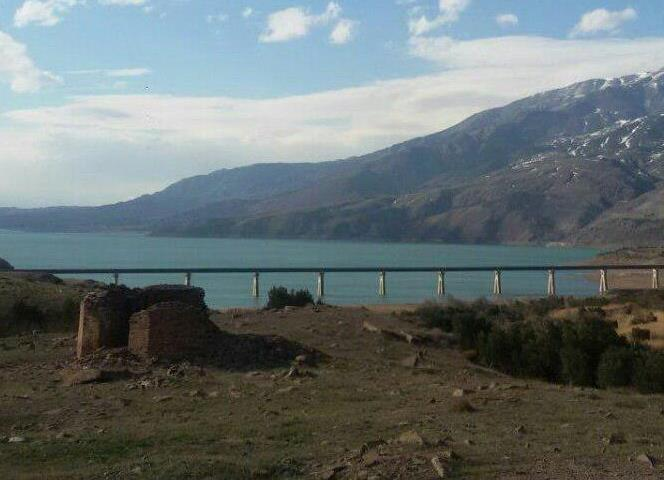
دلیر گنبد

شریف منجیلی از افسرانی بود که در جنگ با سربازان شاه اسماعیل شمشیر به دست نگرفت. کاظم شفتی، شریف منجیلی و موسی تولمی … که از مدافعان بودند دستگیر شدند این سه نفر از جمله امرایی بودند که در قتل میرزا حسن و کارکیا شرکت داشتند به دستور شاه اسماعیل تحت نظر قرا گرفتند تا نگریزند. پس از شکست سپاه شورشی چون دیگر موردی به حضور سپاه شاه اسماعیل در منطقه رودبار تا کناره دریای خزر وجود نداشت شاه اسماعیل آن قسمت از سپاه خود را احضار کرد و شورشی‌های دستگیرشده را تحویل کارکیای جوان داد و قصاص آن‌ها را به او سپرد. موسی تولمی توبه کرد و شاه اسماعیل دستور داد از قتل او صرف نظر شود؛ و او را در حبس نگه داشتند تا فرصت یابد از کرده خویش پشیمان شود. اما در مورد کاظم شفتی و شریف منجیلی شاه اسماعیل گفت چون سمت ریاست داشتند و اوامر مربوط به قتل عمو و پدرت را داده‌اند باید قصاص شوند. شاه اسماعیل سپس از لاهیجان رفت و کارکیا روزی را برای قتل کاظم شفتی و شریف منجیلی تعیین نمود.
این شهر زمانی با نام قریه منجیل پاره‌ای از عمارلو و در دوره ای مرکز آن بوده است.

### خاندان‌های محلی و منجیل
خاندان‌های حکمران محلی که بر منجیل یا از قریه منجیل حکم می‌راندند عبارتند از:
- عمارلوئیان - اواخر افشاریه تا اوائل پهلوی
- جستانیان
- قارنیان
- اسپهبدان
- زیدیان

## جمعیت
براساس سرشماری مرکز آمار ایران در سال ۱۳۹۰، جمعیت این شهر ۱۷٬۳۹۶ نفر بوده است.

## مردم و زبان
مردم لوشان و منجیل عمدتاً جمعیتی ترک‌زبان از ایل عمارلو به همراه تات‌ها و کردها بودند. با توجه به اطلس زبانشناسی ایران زبان مادری مردم منجیل ترکی است.
کتاب فرهنگ جغرافیایی ایران زبان‌های رایج در این شهر را ترکی، کردی و فارسی ذکر کرده است.
گیلکی رودباری در جنوب گیلان، در رستم‌آباد، رودبار، منجیل و لوشان و … رایج است.
کتاب جغرافیای کامل ایران معتقد است هرچه از سمت رودبار به سمت منجیل برویم از تعداد گویشوران زبان گیلکی کاسته و بر ترک‌زبانان افزوده می‌شود.
در ایرانیکا به نقل از گریگوری ملگونوف و رابینو، گفته شده اکثر مردم لوشان و منجیل از ایل عمارلو همراه با تات‌ها بوده‌اند و منجیل جزء منطقه عمارلو به شما می‌آمده است.

## اقتصاد
درآمد اصلی مردم این شهر از راه تجارت تأمین می‌شود. افراد از طارم سفلی و علیا و روستاهای اطراف جهت تأمین برخی نیازمندی‌های خود به منجیل مراجعه می‌کنند. بخش دیگری از درآمد مردم این شهر از راه فروش زیتون و فراورده‌های آن تأمین می‌شود. محصول اصلی این شهر زیتون است و باغات زیتون

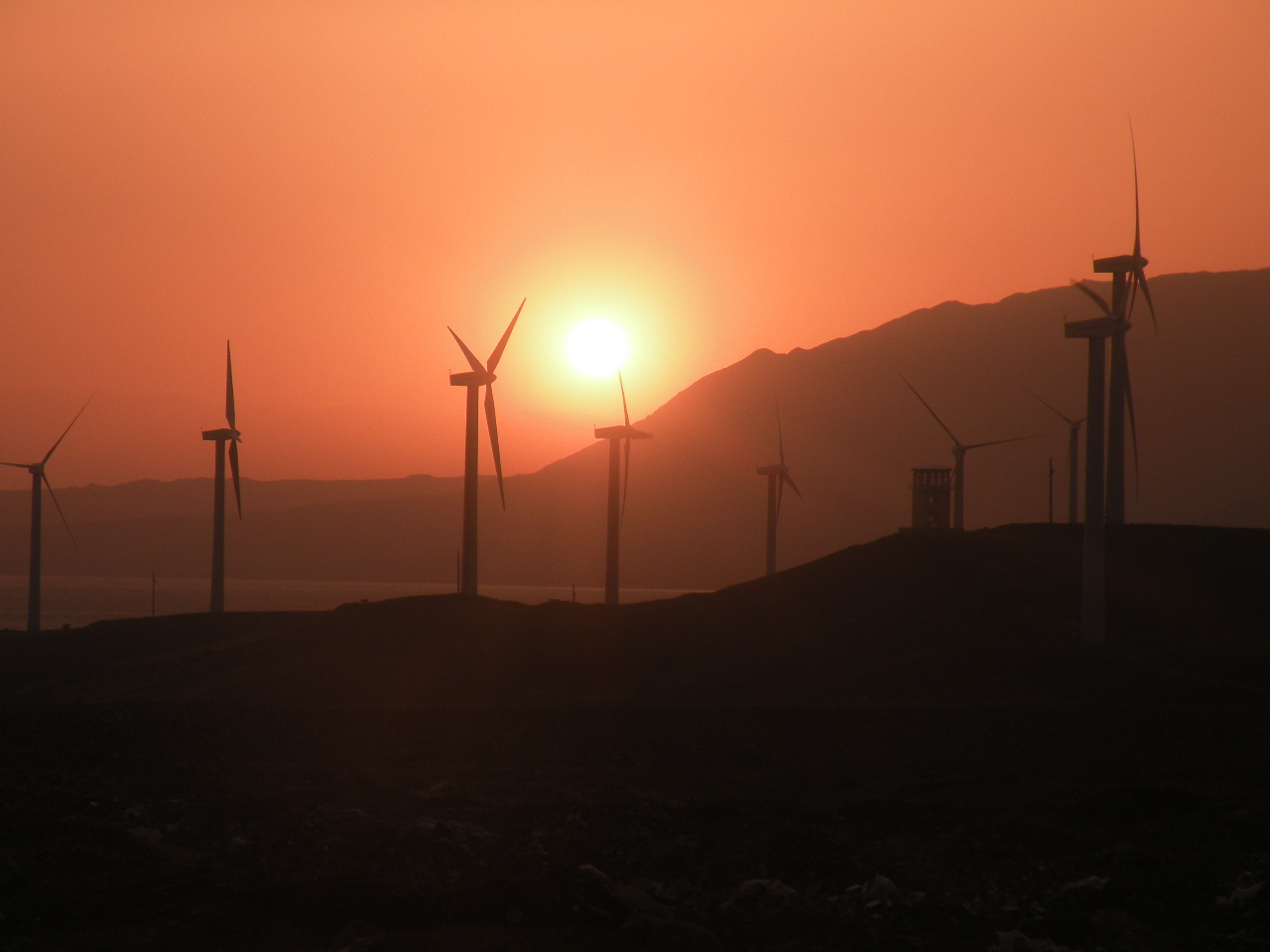
نمایی از توربین‌های بادی شهر منجیل. به دلیل خاص بودن موقعیت منجیل و وزش باد دایمی، توربین‌های بادی زیادی به کار گرفته شده‌اند

### انرژی
منجیل شهر انرژی گیلان شمرده می‌شود. باد منجیل یکی از عوامل معروفیت این شهر می‌باشد که اغلب در بهار و تابستان با شدت بیشتری و در پاییز و زمستان با شدت کمتری می‌وزد. این باد از قدیم معروف به هفت باد منجیل بوده و شدت ان بقدریست که درختان زیتون را اغلب به یک سمت خم می‌کند.
اوایل دهه هفتاد با تصمیم دولت اقدام به خرید و نصب نیروگاه بادی از کشور دانمارک گردید و پس از گذشت چند سال و فراگیری متخصصان داخلی، امروزه پروانه‌های بادی در کشور تولید و در نیروگاه بادی منجیل نصب می‌گردد و این نیروگاه پیوسته گسترش می‌یابد.
سد سپیدرود نیز یکی دیگر از عوامل معروفیت و جذابیت منجیل است که در اوائل دهه ۴۰ بدست نیروهای فرانسوی در دهانه رودخانه سپیدرود واقع در شهر منجیل ساخته شد.

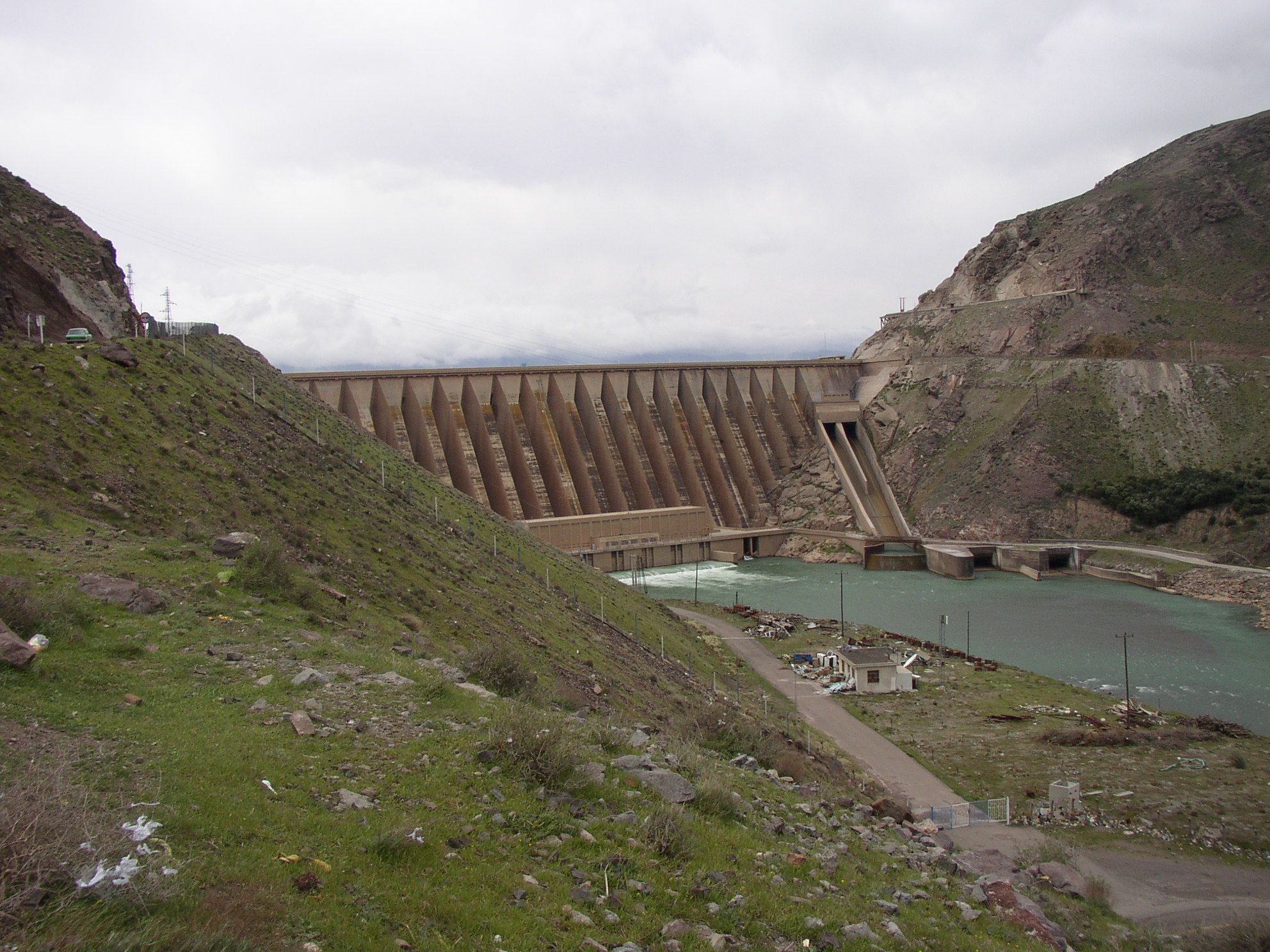
سد سفیدرود در منجیل.

پل سفیدرود در بیش از یکصد سال پیش در مکان امروزی سد

رودخانه‌های شاهرود و قزل اوزن در شهر منجیل بهم می‌رسند و ابی که از این رودخانه‌ها می‌آید در پشت سد سپید رود و در دریاچهٔ سپید رود ذخیره می‌گردد تا نیاز شالی‌کاران و کشاورزان گیلانی را در بهار و تابستان تأمین نماید.

## آب و هوا

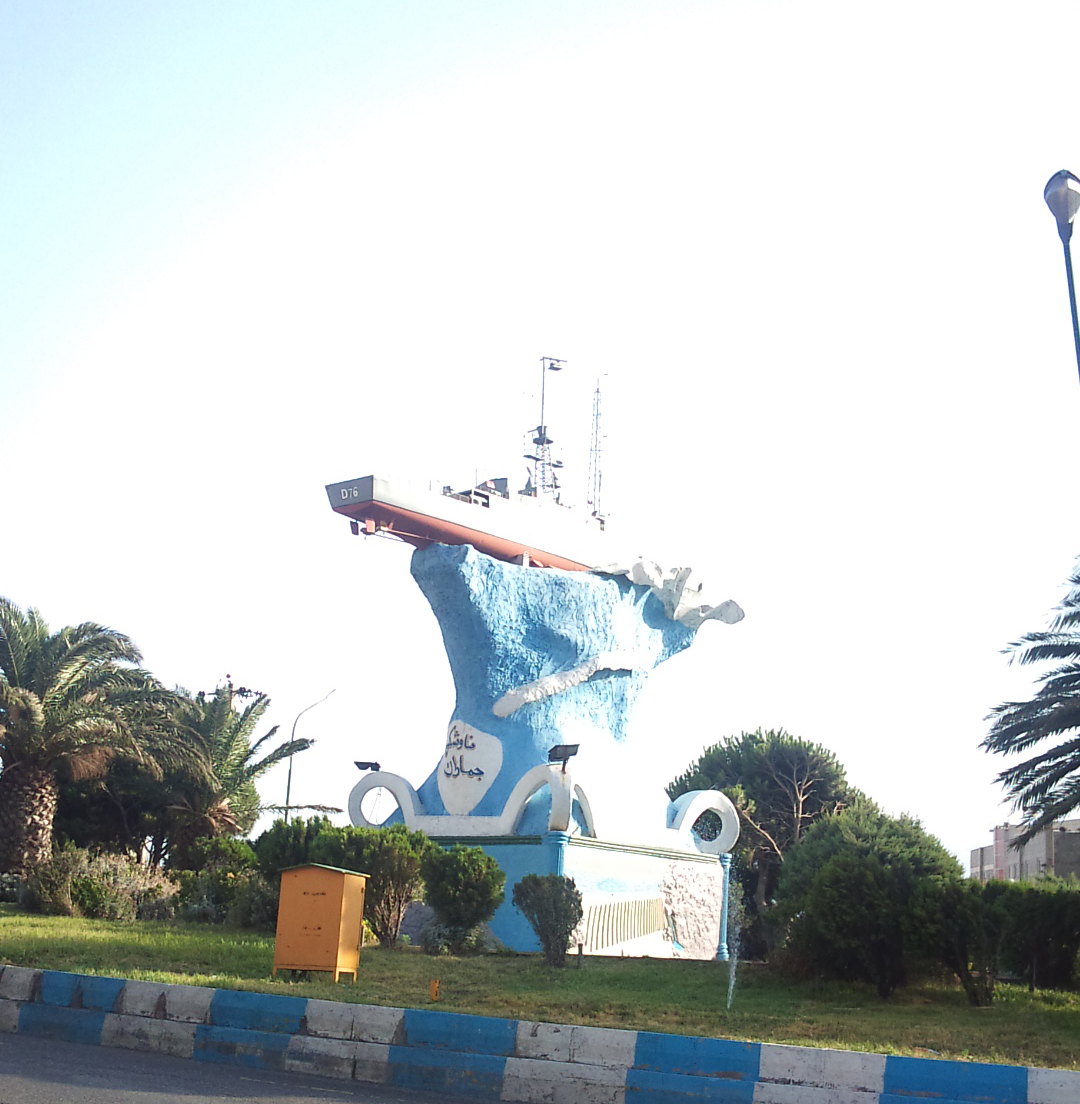
مجسمه ناوشکن جماران در منجیل

«باد منجیل» بسیار معروف است و در سفرنامه‌های بسیاری به آن اشاره شده است. همچنین در جلسه‌ای در آکادمی علوم پاریس در سال ۱۸۸۵ به آن پرداخته شد. دلیل این جریان هوای شدید، تلاقی آب و هوای نیمه خشک با آب و هوای مرطوب خزری در این منطقه است. این آب و هوا همچنین موجب ویژگی‌های شبه مدیترانه‌ای در منجیل می‌شود و باعث رشد جنگل‌های بسیار پراکنده درخت سرو (Cupressus sempervirens var. horizontalis) روی تپه‌های منطقه و پرورش باغ‌های زیتون در روستاها می‌شود.

### علل وزش باد در شهر منجیل
استقرار الگوهای متفاوت فشار در فصول مختلف سال در تلفیق با عوارض سطح زمین باعث ایجاد یکی از شدیدترین بادهای محلی ایران در جنوب دریای خزر شده است. دره سفید رود کانال ارتباطی بین دریای خزر در شمال و خشکی گسترده ایران مرکزی در جنوب می‌باشد. تفاوت عرض جغرافیایی این دو پهنه سبب شده تا از نظر بیلان انرژی و الگوهای گردشی هوا، شرایط مختلفی در منطقه استقرار یابد. به طوری که این تضادها در نهایت الگوهای متفاوتی از فشار را در فصول مختلف سال در سطح منطقه به وجود می‌آورند. نتیجه این وضعیت تبادل هوا بین پهنه آبی خزر و خشکی ایران مرکزی است. از آنجایی که دیواره کوهستانی البرز مانع از تبادل هوا در این منطقه شده است بنابراین جریان هوا فقط از طریق دره‌هایی که عمود بر جهت ناهمواری‌هاست انجام می‌شود. در این پژوهش با بررسی آمار ایستگاه‌های سینوپتیک مستقر در سطح منطقه و نقشه‌های سینوپتیک در فصول مختلف سال، علل وزش باد، عوامل مؤثر در ایجاد آن و تغییرات ماهانه، فصلی و سالانه در ساعات مختلف روز مورد بررسی قرار گرفته است، نتایج این پژوهش عبارت است از: ۱ـ در تمام سال میزان فشار در ایستگاه‌های واقع در شمال البرز بیشتر از ایستگاه‌های جنوب آن، در محدوده وزش باد منجیل است. ۲ـ جریان باد غالب و نایب غالب در ۱۲ ماه سال در ایستگاه سینوپتیک منجیل به ترتیب، شمالی و سپس شمال غربی است. ۳ـ درصد حالات هوای آرام در ۱۲ ماه سال یکسان نبوده، به طوری که بین صفر درصد در ساعات ۵/۱۸ عصر در ماه اگوست (مرداد) تا ۹۱/۸۴ درصد در ساعات ۵/۶ به وقت محلی در دسامبر (آذرماه) در نوسان است. - روند تغییرات، تداوم جریان باد و درصد هوای آرام در فصول چهارگانه سال یکسان نبوده و الگوهای گردشی هوا در سطح زمین و سطوح میانی جو ارتباط دارد. بررسی نقشه‌های سینوپتیک نیز بیانگر الگوهای متفاوت هوا در فصول مختلف سال است، چنان‌که محدوده مطالعاتی دارای یک دوره هوای آرام با درصد باد کمتر در زمستان و یک دوره دارای باد با نداوم و سرعت بالا در تابستان است.
منبع:دکتر پرویز رضایی
شهر منجیل محل تلاقی سه نوع آب و هوای معتدل خزر، کوهستانی البرز و گرم و خشک مرکزی ایران نیز می‌باشد و از این حیث نیز هوایی منحصربه‌فرد دارد. همچنین به دلیل تلاقی این سه هوا، معمولاً باد نسبتاً شدیدی که اغلب در بهار و تابستان با شدت بیشتری و در پاییز و زمستان با شدت کمتری می‌وزد.

## آموزش
منجیل از معدود شهرهایی است که دانشگاه آزاد در آن وجود ندارد. دانشگاه پیام نور منجیل تنها دانشگاه این شهر است. پایگاه آموزش تفنگداری، تکاوری نیروی دریایی ارتش در آن قرار دارد.

## مناطق اطراف
- هرزویل
- لوشان
- سمیران
- رودبار
- علی‌آباد